# Кардиофобија
Кардиофобија је страх од срца или болести срца. Потиче од грчких речи cardio што значи "срце" и phóbos, "страх". Људи са породичном историјом или претходним личним искуствима са срчаним проблемима или болестима вероватнији су да ће развити ову врсту фобије. Фобични могу бити и људи који су преживели срчани удар, од страха да не доживе још један. Други се плаше слике или симбола срца због лоше везе.
Пацијенти имају хронични страх од садашњих проблема са срцем или развојем срчаних пробема. Плаше се фаталности ове врсте болести. Пацијенти су пријавили како се плаше да њихово срце прескаче откуцаје. Они доживљавају куцање срца узнемирујуће и намештају се како не би осећали откуцаје. Такође се могу плашити симбола или слике срца. Постоји веза између фобије и емоција повезаних са сликом или симболом срца. Срце често представља љубав и романтику. Људи који имају историју лоши веза могу сматрати слику срца емотивно болном. Неки се плаше "предати" своје срце у нешто због страха од неуспеха или негативних резултата. Укратко, људи се плаше "сломљеног срца".
Терапија и лечења панике могу бити од помоћи како би се суочили са изазивачима физичке болести и емотивне нелагодности које доживљавају због ове фобије и превазишли их.